# NGC 3742
NGC 3742 ist eine Balken-Spiralgalaxie vom Hubble-Typ SBab/P im Sternbild Zentaur am Südsternhimmel. Sie ist schätzungsweise 124 Millionen Lichtjahre von der Milchstraße entfernt.
Das Objekt wurde am 21. April 1835 von John Herschel entdeckt.